# Linkse Socialistische Partij
De Linkse Socialistische Partij (LSP), in het Frans: Parti Socialiste de Lutte (PSL), is een Belgische socialistische politieke partij. Voorheen was de partij bekend onder de naam De Militant en daarna Militant Links.

## Geschiedenis
Militant Links was een afsplitsing uit de in 1974 opgerichte Vonk. Bij haar oprichting was Vonk actief als marxistische tendens binnen de Socialistische Partij (SP). De verrechtsing van de SP, aldus de beweging, was de oorzaak van het verlies van haar arbeidersbasis. De onvrede hierover mondde in 1992 uit in een splitsing binnen Vonk, mede veroorzaakt rond het vraagstuk van het strategische nut van het entrisme. Een deel bleef onder de naam Vonk binnen de SP actief, terwijl een andere groep uit de SP stapte onder de naam De Militant. Deze groep zou zich in 1995 omvormen tot Militant Links en in 2001 tot de Linkse Socialistische Partij. De LSP was aanvankelijk vooral actief in Gent en Geraardsbergen, maar kende na 2010 een groei, met 350 actieve leden en activiteiten in de meeste grote Belgische steden.
De andersglobalistische beweging, en dan vooral de protesten tegen de top van de G8 in Genua zorgden voor groei in het ledenaantal van Militant Links. Dit leidde tot het ontstaan van nieuwe afdelingen in o.a. Antwerpen, Mechelen en Leuven.
De partij had al bij eerdere verkiezingen kandidaten op andere lijsten, met name op de lijst LEEF (Links Ecologisch Eenheidsfront). Bij de federale verkiezingen van 2003 kwam zij voor het eerst op als onafhankelijke lijst in Vlaanderen. Dat zorgde voor een nieuwe groei in het ledenaantal en voor de oprichting van een afdeling in Veurne. Bij de gewestelijke verkiezingen van 13 juni 2004 diende zij lijsten in Vlaanderen in onder de naam LSP, en voor het eerst ook in Wallonië onder de naam MAS (Mouvement pour une Alternative Socialiste, een beweging ontstaan in 2001).
Sinds 1995 roept de LSP op tot de oprichting van een nieuwe arbeiderspartij, links van de sociaaldemocratie en de groenen. Op die manier was de partij sinds eind 2005 betrokken bij het initiatief Comité voor een Andere Politiek (CAP), dat op 10 juni 2007 voor het eerst deelnam aan de federale verkiezingen. In 2008 werd de Franstalige afdeling MAS omgedoopt tot Parti Socialiste de Lutte (PSL), die participeerde in het Front des Gauches, een radicaal-linkse eenheidslijst, bestaande uit zes partijen en organisaties. In Vlaanderen kwam LSP onafhankelijk op en haalde ze 6791 stemmen, bovenop 20.734 stemmen voor Front des Gauches.
In 2012 ging de Vlaamse vleugel een samenwerking aan met Rood!, de beweging rond Erik De Bruyn.
De partij slaagde er nooit in verkozenen te hebben, noch in het federaal, noch in de gewestelijke parlementen.

## Ideologie
De partij strijdt voor de rechten van de arbeiders en de bevolking in het algemeen. Zij keert zich tegen alle onderdrukkende regimes en verwerpt daarom uitdrukkelijk zowel het onderdrukkende regime van Stalin in de Sovjet-Unie als elke vorm van rechts-extremisme zoals het bewind van Hitler en Mussolini. Zij zijn vaak aanwezig op betogingen.
LSP/PSL is een nationale partij en komt bijvoorbeeld in het Brussels Hoofdstedelijk gewest op in de verkiezingen. Sinds haar ontstaan in 1974 maakt LSP (toen nog Vonk) deel uit van het Comité voor een Arbeidersinternationale (CWI). Vanuit haar trotskistische gedachtegoed stelt de LSP dat de arbeidersklasse pas haar belangen effectief kan verdedigen indien zij zich internationaal organiseert.
Na de splitsing van het CWI in 2019, maakt LSP/PSL deel uit van de CWI Majority, in 2020 hernoemd naar International Socialist Alternative (ISA)

## Structuur

### Voorzitter
Huidig voorzitter is Eric Byl.

### Ledenblad
De LSP geeft 12 maal per jaar een krant uit waarin zij haar visies en analyses weergeeft. Dat maandblad heet De Linkse Socialist in het Nederlands en Lutte Socialiste in het Frans.

### Jongeren
De Actief Linkse Studenten (ALS) zijn een politieke studentenvereniging en vormen een onderdeel van de LSP. Hun activiteiten richten zich vooral naar vorming, maar komen ook tot uiting in acties rond sociale thema's, zoals seksisme, de Bolognaverklaring in het hoger onderwijs, en de organisatie van en de mobilisatie naar de jaarlijkse anti-NSV-betogingen.